# 盛岡ステーションデパート
盛岡ステーションデパート（もりおかステーションデパート）は、岩手県盛岡市に存在する地下街の一部にて、かつて使われていた名称。現在はパルモの愛称で呼ばれている。

## 概要
歴史的に東北地方を代表する地下街である。
盛岡駅構内地下と隣接する駅ビルフェザンの地下で形成されている。

## 沿革
東北初の民衆駅として盛岡駅が改築されたと同時に1959年11月開業、延べ面積は6,000m2で、当時としては画期的な地下にあるステーションデパートで、県内外の55業者が店を構えた。人口20万人程度の地方都市で成り立つか不安視されたものの、幾度の苦難を乗り越えながら大成功をおさめ、全国から視察者が多く訪れ民衆駅が広まるきっかけとなった存在として知られている。ちなみに仙台市にある仙台駅が民衆駅になったのは、18年後の1977年である。
長年、第三セクターの盛岡ステーションビルが運営していたが、イオンモール盛岡等の郊外型大規模ショッピングセンターの進出に対抗するため、盛岡駅の駅ビルフェザンを運営する盛岡ターミナルビル株式会社が2003年5月に完全子会社化し、経営を一体化。
盛岡駅の地下自由通路設置などの駅構内全面改良工事に伴い、2005年にフェザンがパルモを吸収統合して南館を増床し、リニューアル・オープン。
現在は、フェザン本館（デリカタウン、グルメタウン）と南館（ファッションストリート、めんこい横丁）で地下街を形成し、地上駅ビルと連携した人の流れを図っている。パルモが駅ビルフェザンに吸収されたため、永らく事実上「盛岡駅地下街の別称」として定着・浸透し親しまれてきた「盛岡ステーションデパート」の名称も現在は使用されなくなっている。